# Dominic Yobe
Dominic Yobe, född 4 augusti 1986 i Lusaka, är en zambisk före detta fotbollsspelare. Hans storebror, Donewell Yobe, är också en fotbollsspelare. 

## Karriär
Yobe spelade 16 matcher och gjorde ett mål för Örgryte IS i Allsvenskan 2005. I juni 2007 flyttade han till AC Oulu. Yobe var lagkapten i klubben 2010.
I november 2010 skrev Yobe på för senaste två säsongernas finska mästare HJK.